# Naria
Pour le mollusque marin, voir Naria (genre).
Naria est une déesse de la religion gallo-romaine qui semble n'avoir été vénérée que dans l'ouest de la Suisse actuelle. Sa nature et ses attributions restent encore inconnues. Naria n’est mentionnée que deux fois et uniquement dans un contexte gallo-romain.

## Étymologie
- Si vous ne connaissez pas le sujet, laissez ce bandeau (vous pouvez alors contacter les auteurs).
- Si vous supprimez le contenu mis en cause (vous pouvez préalablement contacter les auteurs),

argumentez précisément cette suppression dans la page de discussion
(un manque de référence n'est pas un argument ; une recherche réelle de référence doit avoir été effectuée, être formellement documentée).
Naria vient de la racine gauloise nertos (force) ; une hypothèse concernant son épithète Nousantia pourrait être une contraction de nauson (navire) et anatia (âme).

## Inscriptions
La première inscription fut trouvée sur un autel votif en pierre à Cressier, dans le canton de Neuchâtel. On  peut y lire Nariae Novsantiae T. Frontin. Hibernvs V.S.L.M, c'est-à-dire : « À Naria Nousantia, Titus Frontius Hibernus a fait ce don, s'acquittant de son vœu avec joie et à juste titre. ». L’épithète « Nousantia » est inconnue par ailleurs. L'autel est exposé au musée archéologique du Laténium à Hauterive (Neuchâtel).
La seconde inscription fut trouvée sur la base d’une statuette gallo-romaine découverte à Muri : Deae Nariae Reg(io) Arvre(nsis) Cvr(ante) Feroc(e) L(iberto), ce qui signifie : « À la déesse Naria, la région de l'Aar par l'intermédiaire de l'affranchi Ferox ».

## La statuette de Muri
La statuette de Muri est la seule représentation connue de Naria. Elle fait partie d'un groupe de six figurines (en) en bronze à l'effigie des divinités Jupiter, Junon, Minerve, Artio et un dieu Lare. Elle est exposée dans la collection du Musée d'histoire de Berne. La déesse porte une robe drapée à la romaine et un diadème dans les cheveux. La main qui aurait pu tenir ses attributs divins manque. Néanmoins la façon dont elle est représentée suit un peu le style générique des déesses représentant Fortuna. Il se pourrait donc que Naria soit une déesse de la chance.